# Freikorps Lützow

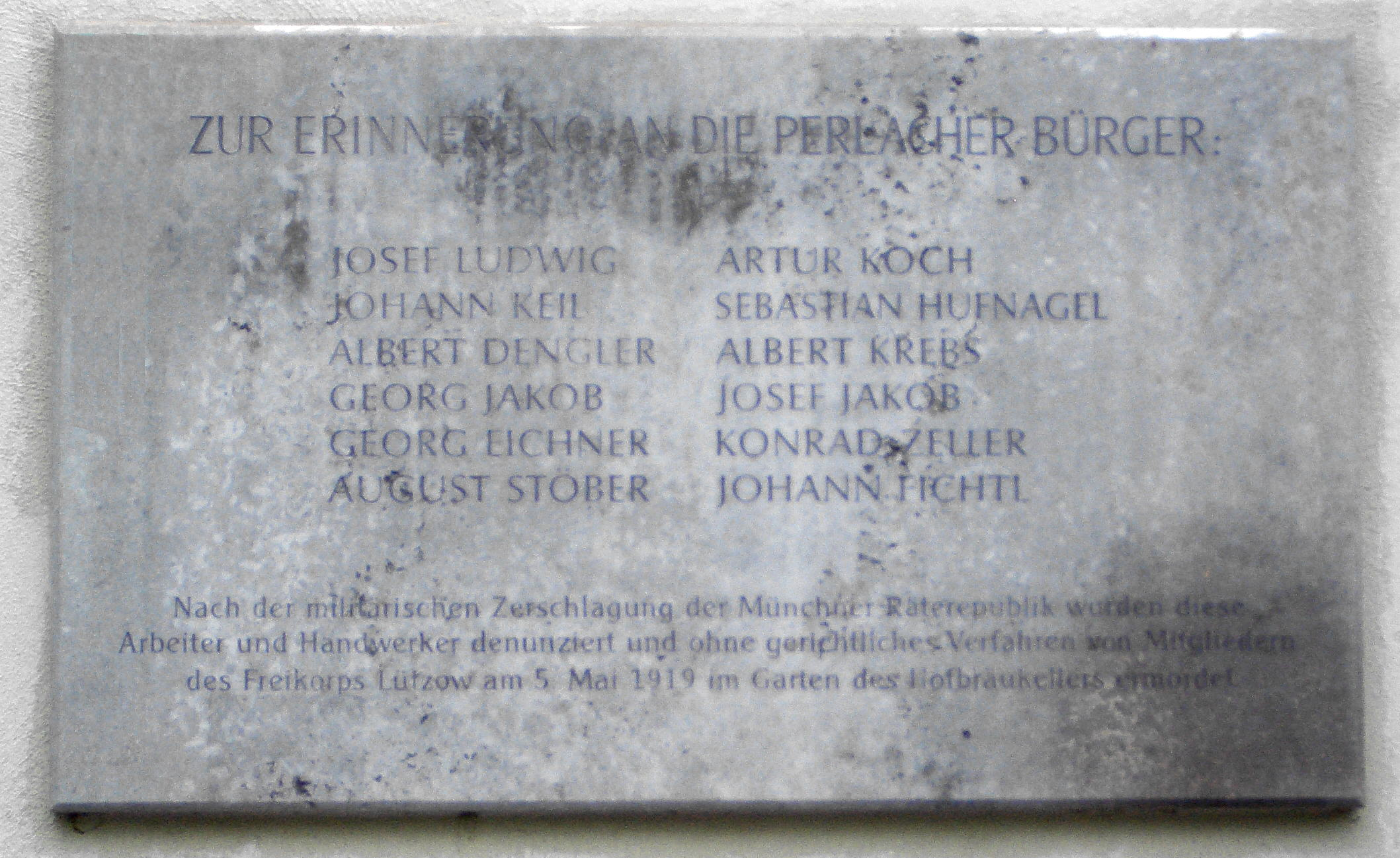
Targa che commemora l'uccisione di dodici cittadini di Perlach da parte del Freikorps Lützow il 5 maggio 1919 nel giardino dell'Hofbräukeller; Wiener Platz, Monaco di Baviera

Il Freikorps Lützow fu un'organizzazione paramilitare di destra che partecipò alle rivolte in Germania dopo la Rivoluzione di novembre. Esistette dal gennaio 1919 all'aprile 1920.

## Storia
Il Freikorps fu fondato il 17 gennaio 1919 a Berlino da tre ufficiali dell'esercito prussiano: il maggiore Hans von Lützow, l'Hauptmann Erich von Bibow e il Leutnant Walter Dehn. La somiglianza del nome con il Freikorps Lützow delle Guerre di Liberazione fu un caso, in quando in entrambi i casi i suoi comandanti avevano per coincidenza tale cognome.
Il Freikorps era finanziato con le risorse del fondo della Lega anti-antibolscevica, fondo creato a Berlino il 10 gennaio 1919 con una somma nominale di 500 milioni di Reichsmark e dotato di un prestito bancario immediato di 50 milioni. Oltre a finanziare la sconfitta militare delle repubbliche sovietiche tedesche, una grande quantità di denaro fu convogliata anche nella propaganda nazionalista antibolscevica, nella Einwohnerwehren e nei partiti operai nazionalisti-socialisti.
Il Freikorps erano composti da quattro, in seguito tre, Eskadron di Kavallerie-Schützen.
Il Freikorps costituiva un luogo di ritrovo per soldati e ufficiali che non potevano tornare alla vita civile dopo la smobilitazione e che erano ostili alla neonata Repubblica di Weimar. Al suo apice, il Freikorps contava tra le sue fila circa 1.500 uomini. Fin dall'inizio, il Freikorps Lützow si caratterizzava per un atteggiamento militantemente antirepubblicano, antisocialista e anticomunista. Il primo impiego avvenne durante le battaglie di marzo di Berlino (Berliner Märzkämpfe) del 1919, in cui almeno 1.200 persone furono uccise negli scontri di strada, compresi molti passanti. Il Freikorps fu coinvolto nella repressione della Repubblica Bavarese dei Consigli a Monaco di Baviera e in seguito condusse una sanguinosa campagna contro i loro simpatizzanti.
Il 5 maggio 1919, membri dei Freikorps fucilarono 12 operai a Perlach senza processo, avvenuto dopo che il pastore Robert Hell aveva denunciato i suddetti come socialdemocratici. Le persone fucilate non erano attive politicamente né avevano preso parte ai combattimenti e i responsabili di tale atto non furono mai stati perseguiti. Anche una richiesta di pensione da parte dei superstiti fu respinta a metà agosto 1921, con la motivazione che le fucilazioni non erano avvenuto in un contesto di violenza aperta.
Per volere del governo socialdemocratico, anche le unità dei Freikorps vennero impiegate su larga scala per combattere la rivolta operaia nella zona della Ruhr. La battaglia fu combattuta da entrambe le parti con la massima brutalità e le truppe governative, alla fine vittoriose, saldarono impietosamente i conti con i lavoratori sconfitti. Tuttavia, nel 1920, il Freikorps Lützow subì gravi perdite nella battaglia per la città di Remscheid nella Ruhr, combattendo contro l'Armata Rossa Ruhr, formata dai lavoratori insorti della Ruhr, e fu quasi annientato. Fu infine sciolto nell'aprile del 1920.
I resti dei Freikorps furono assorbiti nel Battaglione Jäger 30 della Reichswehr provvisoria.